# Ngũ cốc nguyên cám

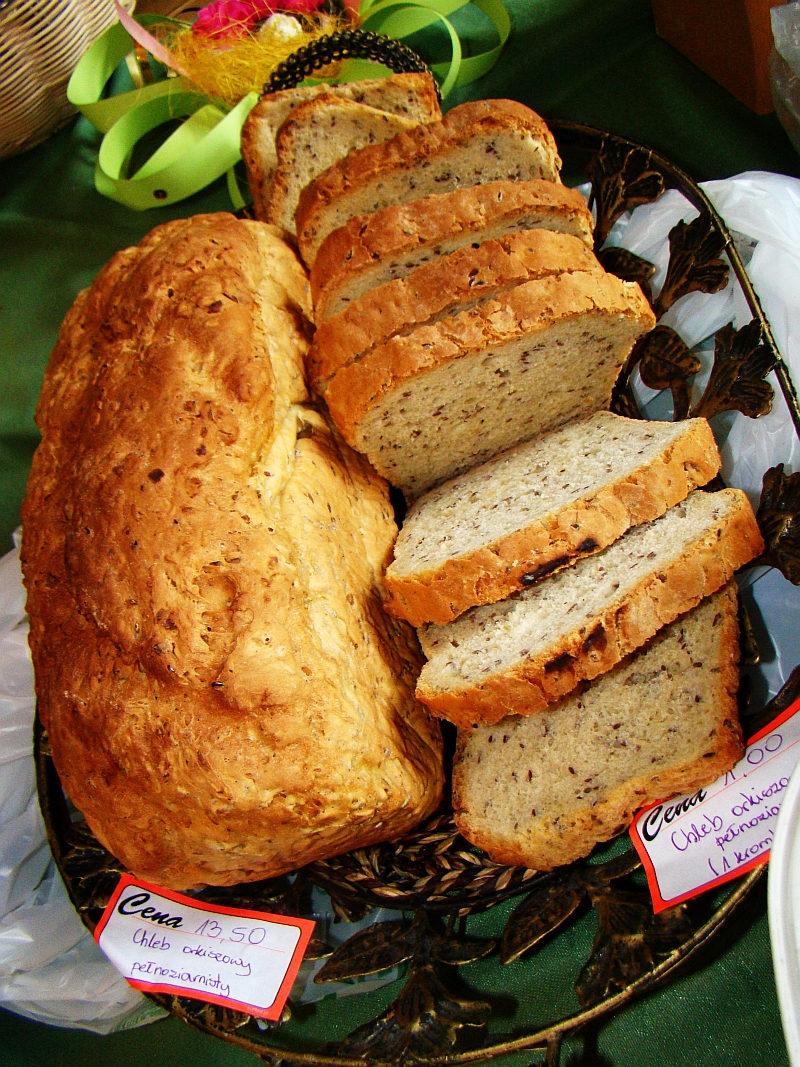
Bánh mì làm từ ngũ cốc nguyên cám

Ngũ cốc nguyên cám (ngũ cốc nguyên hạt, ngũ cốc nguyên chất, ngũ cốc toàn phần) là một loại hạt của bất kỳ loại ngũ cốc và giả ngũ cốc nào có chứa nội nhũ, mầm và cám, trái ngược với các loại ngũ cốc tinh chế, chỉ giữ lại nội nhũ. Là một phần của chế độ ăn lành mạnh nói chung, tiêu thụ ngũ cốc nguyên hạt có tác động đến nguy cơ mắc một số bệnh thấp hơn. Ngũ cốc nguyên hạt là nguồn cung cấp carbohydrate, nhiều chất dinh dưỡng và chất xơ. Protein ngũ cốc có chất lượng thấp, do thiếu hụt amino acid thiết yếu, chủ yếu là lysine. Ngược lại, protein của nhóm giả ngũ cốc (pseudocereal) có giá trị dinh dưỡng cao. Đối với một phần nhỏ của dân số nói chung, bị dị ứng với gluten – protein có trong lúa mì và các loại ngũ cốc liên quan – có thể gây ra bệnh coeliac, mẫn cảm gluten không do bệnh coeliac, chứng mất điều hòa tiểu não (gluten ataxia) và viêm da do herpetiformis (dermatitis herpetiformis).

## Các loại giống

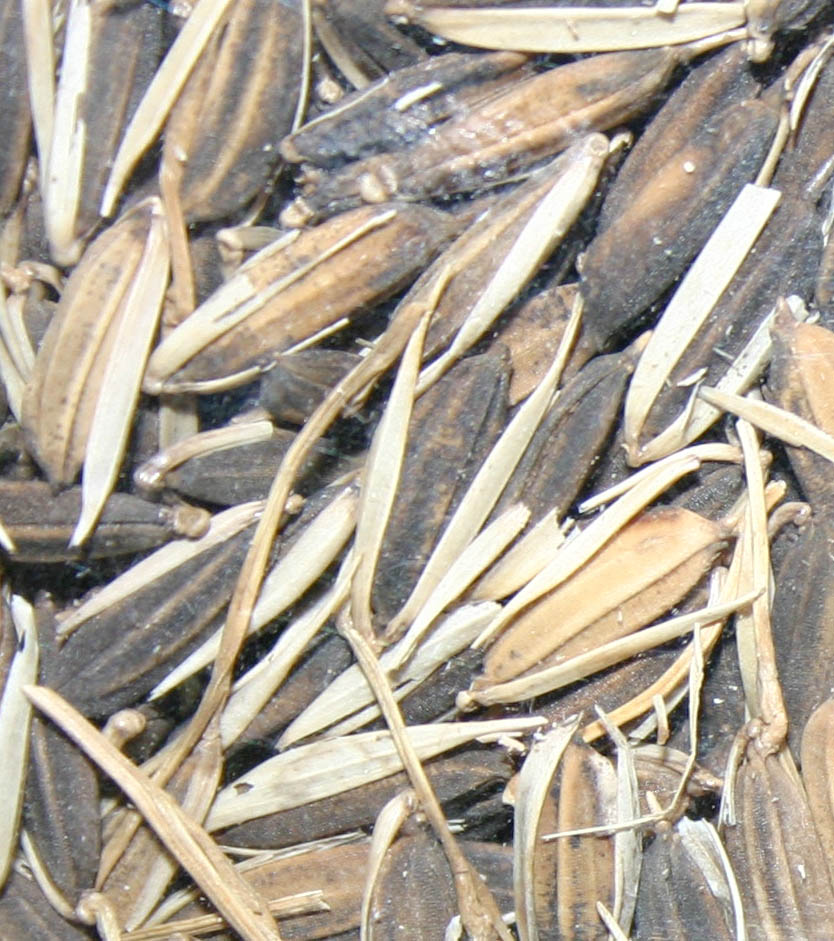
Gạo châu Phi trong vỏ trấu không ăn được (lúa giống, sẽ nảy mầm)

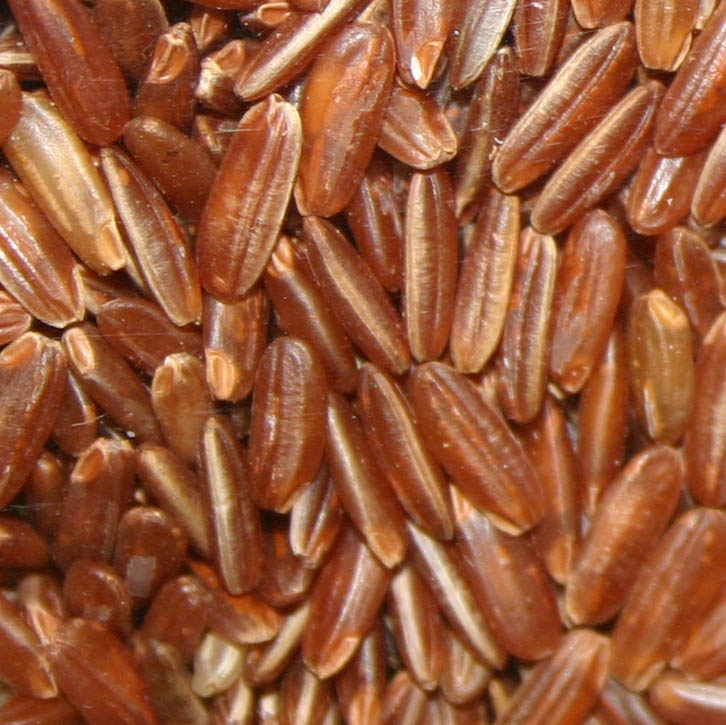
Cùng loại gạo, đã bóc vỏ (Gạo nguyên cám, màu sắc thay đổi tùy loại)

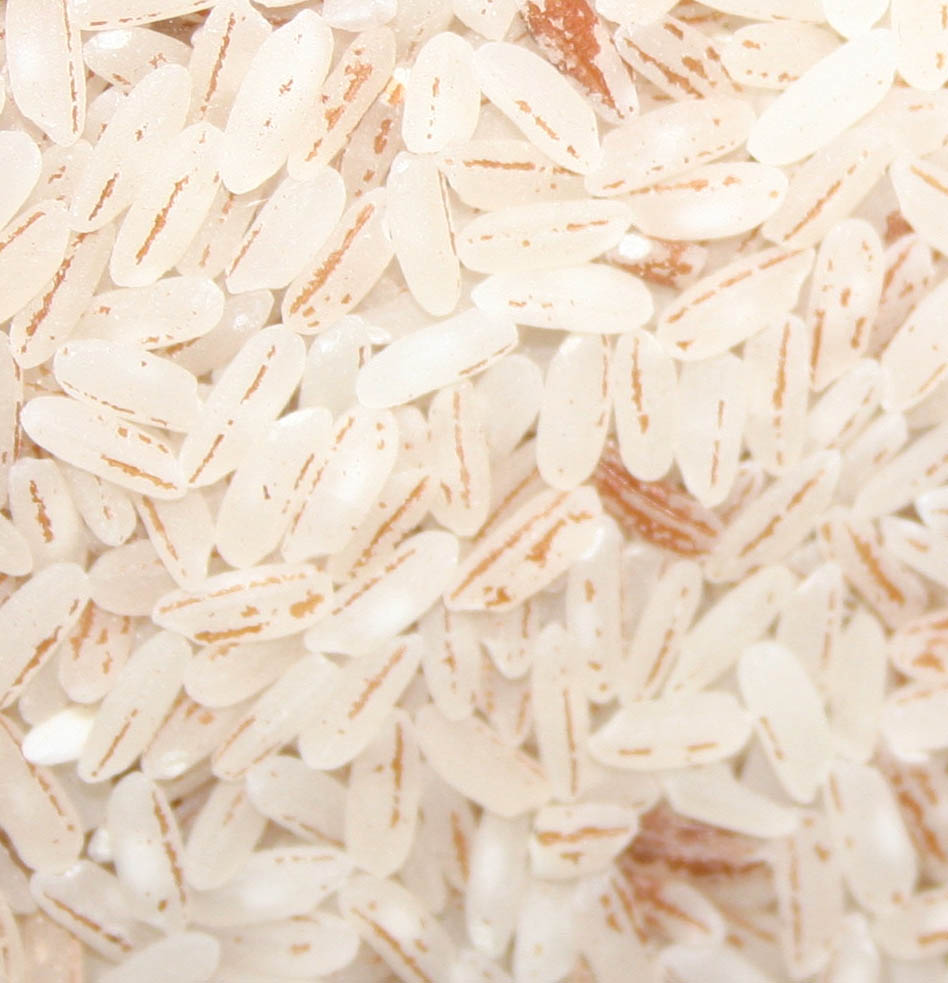
Cùng một loại gạo, với hầu hết tất cả cám và mầm được loại bỏ để làm gạo trắng

Các nguồn cung cấp ngũ cốc nguyên hạt bao gồm:
Ngũ cốc
- Lúa mì (ngũ cốc cổ xưa spelt, emmer, farro einkorn, lúa mì Khorasan, durum)
- Gạo (đen, đỏ và các loại gạo có màu khác)
- Lúa mạch (vỏ hoặc tách vỏ nhưng không xay)
- Ngô
- Lúa mạch đen
- Yến mạch (gồm yến mạch không có vỏ hoặc trần)

Nhóm ngũ cốc phụ
- Kê
- Chi Cao lương
- Eragrostis tef
- Triticale
- Cỏ hoàng yến
- Ý dĩ
- Hạt Fonio, fonio đen, hạt kê châu Á

Giả ngũ cốc
- Chi Dền
- Mạch ba góc, Mạch đắng
- Diêm mạch
- Gạo dại

## Về dinh dưỡng
Ngũ cốc nguyên hạt giúp phòng ngừa bệnh tiểu đường, chất xơ từ ngũ cốc nguyên hạt giúp ngừa hội chứng chuyển hóa. Ăn trên 3 bữa ăn ngũ cốc nguyên hạt một ngày có thể giúp làm giảm đáng kể nguy cơ mắc bệnh tiểu đường và những loại ngũ cốc giàu chất xơ đem lại hiệu quả cao nhất, một chế độ dinh dưỡng giàu ngũ cốc nguyên hạt giúp ngăn ngừa hội chứng chuyển hóa, bao gồm các yếu tố tiềm ẩn dẫn đến bệnh tiểu đường type 2 và các bệnh tim mạch.